# にいがた総おどり
にいがた総おどり（にいがたそうおどり）は、毎年9月中旬に新潟県新潟市内で開催される踊りの祭。
（参加踊り子数：新潟県内外　合計：220団体　総勢15,000名/観客動員数：42万人〈開催3日間延べ人数、2006年度実績〉）

## 背景
新潟がまだ、「船江の里」と呼ばれていた約300年昔、新潟に三日三晩踊り明かす祭があり、貧困と災害に見舞われ過酷な地に住む庶民が一年の五穀豊穣と無病息災を願い、祈りを込め踊り明かしたといわれている。
当時の様子は新潟奉行が描かせた「蜑(アマ)の手振り」絵巻物に見ることができる。町中の橋の上で小足駄をはき、樽砧のリズムに合わせて乱舞する自由な踊りの祭であった。
明治に入り、その祭りは祭禁止令により無くなったが、当時の自由な踊り祭を復活させようと2002年に新潟商工会議所をはじめ若者達が中心となり「にいがた総おどり」祭の立ち上げを行う。
「にいがた総おどり」は、様々なジャンルの踊り団体が参加し、願いと祈りを込め自由にアレンジされた踊りの祭典であり、現代新潟の踊り文化を表現する祭となっている。

### 蜑(アマ)の手振り
初代新潟奉行・川村修就が新潟の風土を描かせた絵巻物で、中には6種類の絵が描かれている。下駄総踊りの参考文献となっているのはその中の盆踊りであり、当時の新潟の人々が自由に仮装をして、足に小足駄を履いて踊る様子が描かれている。(新潟市歴史博物館所蔵)
尚、川村修就が新潟奉行を務めたのは、江戸後期の1843年－1852年の期間であるため、蜑(アマ)の手振りに描かれた光景は約300年前のものとは必ずしも一致しない。

## 参加ルール
- 「心を込めて踊ること」
- 民謡のアレンジや、1団体の参加人数、進行形式での演舞、などの縛りは1つもない。
- 誰でも表現を楽しみ、参加することが出来る。

## 下駄総踊り
2005年第四回にいがた総おどりで初めて発表となった踊り。
小足駄を履き、樽砧のリズムに合わせて踊る。
下駄総踊りは、個人での参加が中心であり、飛び入りでの参加も可能である。

### 小足駄
一般に良く知られる二枚歯の下駄とは異なり、歯の部分が溝に堅木を差し込んで作られることから「差し歯」とも呼ばれる。 そのうち、雨用に履くものを歯の高い「高歯、中歯」といい、歯の低いものは晴天時に履くことから「日和、日和下駄」などともいわれている。関西地方では千利休が常用したといわれ、「利休下駄」などともいわれる。
新潟では雪や雨が多い為、歯を高くして好んで履かれていた。
下駄総踊り用の小足駄は、激しい踊りに耐えられるよう通常より手間をかけ、踊り用に検討された40もの工程を経て作られる。現在この小足駄を手仕事で作れる職人は全国に2、3人しかいない。